# Vnesheconombank
La Vnesheconombank (VEB) ou Banque de développement de la fédération de Russie (en russe : Внешэкономбанк (ВЭБ)) est un organisme d'État russe et une ancienne banque soviétique.  Cette organisation peut être comparée, en objectifs et en rôle, à la Caisse des dépôts et consignations française.

## Organisation
Depuis 2016, c'est Sergueï Gorkov qui en est le dirigeant.

## Historique
La VEB fut créée en 1922 par la banque suédoise Svenska Ekonomiebolaget sous l'impulsion de son dirigeant, l'entrepreneur Olof Aschberg. Elle portait alors le nom de Ruscombank ("Banque commerciale russe"). En 1924, elle fut nationalisée et renommée Vneshtorgbank d'URSS, le parti communiste alors au pouvoir en fit l'organisme principal des transactions financières internationales et des investissements étrangers vers la Russie bolchévique. Puis elle fut finalement renommée "Vnesheconombank d'URSS" en 1988 avec le but d'être l'unique organisme des relations financières internationales de l'URSS. En 2003, le gouvernement russe donna la responsabilité des investissements d'épargne retraite nationaux à la VEB.
De 2007 à 2018, elle est transformée en banque de développement.
Le rôle de la VEB fut particulièrement important lors de la crise bancaire et financière de l'automne 2008 : elle lança alors des mesures exceptionnelles de soutien à l'économie russe et en particulier aux petites et moyennes entreprises. Dès 2009, la VEB fut le premier investisseur dans la construction de la cité olympique pour les Jeux olympiques d'hiver de 2014, à Sotchi.
Depuis, la Vnesheconombank tend à se mondialiser avec, par exemple, son entrée dans le Club des investisseurs de long terme en 2009, ou l'augmentation de son portefeuille d'investissements en 2012-2013.
En 2018, elle est transformée en institut de développement national.